# تشكيلات كأس الخليج العربي 2009
أعلنت المنتخبات المشاركة في كأس الخليج 2009 في عمان عن تشكيلاتها في 29 ديسمبر 2008.

## المجموعة الأولى

### عمان
المدرب:  كلود لوروا
- علي الحبسي
- عماد الحوسني
- بدر الميمني
- محمد ربيع
- خليفة عايل
- حسن الغيلاني
- أحمد مبارك
- أحمد حديد
- فوزي بشير
- جابر محمد العويسي
- سليم خصيف الحسني
- سعيد الشون
- حسين الحضري
- سلطان الطوقي
- حسن ربيع
- يونس المشيفري
- محمد مبارك
- هاشم صالح
- سعد سهيل المخيني
- جمعة درويش
- وليد عبد الله
- منصور غميل
- عارف الشيبه
- محمد تقي
- طلال خلفان
- محمد هويدي
- سليمان الشكيري
- أحمد راشد
- سليمان الشكيلي
- سليمان بن جمعة
- إسماعيل العجمي
- عبد الرحمن صالح
- أحمد مانع
- محمد عبد الله البلوشي
- محمد حمد المخيني

### الكويت
المدرب:  محمد إبراهيم
- عادل حمود
- طلال نايف
- عبد الله مشيلح
- حسين كنكوني
- فيصل دشتي
- فهد الرشيدي
- شهاب كنكوني
- محمد جراغ
- علي مقصيد
- خالد خلف
- يعقوب الطاهر
- جراح العتيقي
- فرج لهيب
- وليد علي
- نواف الخالدي
- حسين فاضل
- مساعد ندا
- محمد راشد الفضلي
- صالح الشيخ
- طلال العامري
- فهد الإبراهيم
- حمد العنزي
- بدر المطوع
- أحمد عجب
- نهير الشمري

### البحرين
المدرب:  ميلان ماتشالا
- سيد محمد جعفر
- محمد حسين
- عبد الله المرزوقي
- عبد الله فتاي
- صالح عبد الحميد
- راشد عيسى
- محمود جلال
- راشد الدوسري
- راشد جمال
- محمد سالمين
- إسماعيل عبد اللطيف
- سيد حسن عيسى
- طلال يوسف
- سلمان عيسى
- عبد الله عمر
- محمد سيد عدنان
- حسين علي
- حسين مكي
- جمال راشد
- عبد الله عبدي
- سيد شبر إبراهيم
- عباس أحمد
- إبراهيم المشخص
- سيد علي عيسى
- فوزي عايش
- جيسي جون
- عبد الله الدخيل
- محمود عباس
- محمد حبيل
- علاء حبيل
- محمود عبد الرحمن
- عباس سعيد
- عبد الله الكعبي
- حمد فيصل
- داود سعد

### العراق
المدرب:  جورفان فييرا
- نور صبري
- محمد كاظم
- صالح سدير
- علاء عبد الزهرة
- علي رحيمه
- عماد محمد
- قصي منير
- كرار جاسم سلام شكر

- محمد علي كريم
- مصطفى كريم
- مهدي كريم
- نشأت أكرم
- هوار ملا محمد
- يونس محمود
- سعد عطيه
- محمد ناصر
- أحمد اياد
- هلكور ملا محمد
- هيثم كاظم
- علي صلاح
- أحمد عبد علي
- أحمد مناجد
- باسم عباس
- جاسم غلام
- حيدر عبد الأمير
- خلدون إبراهيم
- سامر سعيد
- سلام شاكر
- ياسر عبد المحسن
- مثنى خالد
- محمد فيصل
- علي مطشر
- أوس إبراهيم
- إبراهيم كامل
- علاء كاطع

## المجموعة الثانية

### قطر
المدرب:  برونو ميتسو
- محمد صقر
- ماجد محمد
- عبد الله كوني
- خلفان إبراهيم خلفان
- مسعد الحمد
- طلال البلوشي
- إبراهيم ماجد
- علي عفيف
- يوسف أحمد
- محمد اليزيدي
- وسام رزق
- حسن الهيدوس
- سعد سطام
- ماركوني أميرال
- عبد العزيز علي
- بلال محمد
- قاسم برهان
- يونس رحمتي
- مصطفى محمد
- عبد العزيز كريم
- مجدي صديق
- عبد الرحمن مصبح
- وليد جاسم
- عادل لامي
- مشعل مبارك
- سباستيان سوريا
- محمد عمر حسن
- إبراهيم الغانم
- سيد علي البشير
- رجب حمزة
- حامد إسماعيل
- معاذ يوسف
- موسى هارون
- فابيو سيزار
- حسين ياسر

### السعودية
المدرب:  ناصر الجوهر
- ياسر المسيليم
- منصور النجعي
- وليد عبد الله
- أسامة هوساوي
- طلال الخيبري
- ماجد العمري
- عبد الله الزوري
- ماجد المرشدي
- عبده عطيف
- سعود كريري
- خالد عزيز
- معتز الموسى
- أحمد الموسى
- عبد الرحمن القحطاني
- أحمد الفريدي
- أحمد عطيف
- ياسر القحطاني
- عيسى المحياني
- مالك معاذ
- أحمد البحري
- كامل فلاته
- رضا تكر
- حسن الراهب
- محمد نور
- عبده برناوي
- عبد العزيز الدوسري
- راشد الرهيب
- تيسير الجاسم
- أسامة المولد
- سلطان النمري
- نايف هزازي
- زيد المولد
- محمد العنبر

### الإمارات
المدرب:  دومينيك باثيناي
- ماجد ناصر
- عبيد الطويلة
- علي خصيف
- حيدر ألو علي
- فارس جمعة
- محمد قاسم
- محمود خميس
- مهند سالم
- خالد سبيل
- عبيد خليفة
- وليد عباس
- حمدان إسماعيل
- محمد فايز
- عبد الرحيم جمعة
- عبد الله مال الله
- صالح عبد الله
- عامر الحمادي
- نواف مبارك
- محمد عمر
- محمد إبراهيم البلوشي
- عبد السلام جمعة
- أحمد علي معضد
- إسماعيل مطر
- إسماعيل الحمادي
- محمد سعيد الشحي
- أحمد محمد مبارك
- علي الوهيبي

### اليمن
المدرب:  محسن صالح
- سالم عوض
- محمد عياش
- محمد صالح
- صالح الشهري
- ياسر باصهي
- علي محمد مبارك
- فهد باميلوح
- علاء الصاصي
- علي النونو
- هيثم عبده
- فرج مبروك
- محمد العماري
- أكرم الورافي
- ياسر البعداني
- سعود عبد الله
- سليمان العديني
- عبد الكريم القطوي
- أحمد الوادي
- عبد الله يسلم
- خالد بلعيد
- خالد الطاهش
- باسم العاقل
- عبد الله موسى
- زاهر محمد
- أوسام السيد ناصر
- علي العمقي
- ريان محمد
- خالد العرومي
- معاذ الكثيري